# サリュート7号
サリュート7号（ロシア語: Салют-7、英語: Salyut 7 ）は1982年4月19日にバイコヌール宇宙基地からプロトンロケットで打ち上げられた宇宙ステーションである。1982年から1986年まで有人ミッションに使用された後、1991年に大気圏に突入し消滅した。

## ミッション
サリュート7号はサリュート6号のバックアップ機として製造されたが、ミール計画の遅れを受けて1982年4月19日にサリュート7号として打ち上げられた。同年5月にはソユーズT-5で初めて宇宙飛行士が訪れた。
サリュート7号は両端に2基のドッキングポートを有しており、軌道上で大型の与圧モジュール2機とドッキングを行った。最初はコスモス1443号であり、1983年3月に結合した後、同年8月に分離された。もう1機はコスモス1686号で、1985年10月にドッキングを行い、それ以降運用終了まで分離されなかった。
1984年2月から10月にかけて送られたソユーズT-10は、サリュート7での初の滞在ミッションとなった。この後に続く滞在ミッションソユーズT-11、ソユーズT-12と合わせて計6回の宇宙遊泳を行った。滞在した一人であるソユーズT-10のウラジーミル・ソロフィエフは237日の滞在記録を樹立した。1984年7月末にはソユーズT-12で全員サリュート7から地球に帰還し、以降1985年2月まで無人となった。
1985年2月には、サリュート7との交信が途絶えあらゆる機能が停止した。1985年6月にはソユーズT-13がサリュート7の修理ミッションのため送られた。サリュート7側からの誘導が出来ないため、ソユーズ側のセンサーのみによる手動ドッキングとなったがこれに成功のうえ、サリュート7のすべての機能を回復、修理に成功した。サリュート7の機能停止の理由は、センサー異常により太陽電池パネルが太陽に向かず、充電池切れにともなうコンピュータのシャットダウン、通信途絶とされている (これらの機能停止～修理のミッションについては、映画「サリュート7」にて描かれている)。
1986年5月にはソユーズT-15がミールに到着の後サリュート7へと移動した。幾つかの実験の後、6月にはサリュート7の機能を停止して再びミールへと移動した。これは世界初のステーション間移動ミッションとなった。その際に、それまでサリュート7で行った実験物、実験結果、機材の幾つかをミールへと移設した。これがサリュート7号最後の有人ミッションとなった。
1986年8月には高度を460kmまで上昇させて無人運用を続けたが、予想以上に大気抵抗が大きくなったため想定を上回る速度で高度が低下した。1990年には太陽活動活発化による機材の故障から通信が出来なくなり、打ち上げから8年10ヶ月後の1991年2月7日に制御できない状態のままアルゼンチン上空で大気圏再突入した。燃え尽きなかった一部の残骸は地上に飛散したが、被害は報告されなかった。

## トラブル
サリュート7号では様々なトラブルが発生し、船内作業、船外作業含めて多数の修理活動が行われた。電力増強のための太陽電池パネルの軌道上での増設作業や、船外での推進薬の配管修理作業、無人運用中に姿勢を喪失して制御不能となり、内部が低温で凍結した状態からの復旧などが行われた。
1983年9月9日には、燃料タンクの1つの圧力がほぼゼロになっているのが見つかり、燃料配管の破裂が原因と確認された。ソユーズT-10クルーが船外活動を行なって修理した。
1985年2月には無人状態だったサリュート7号との通信が途絶え、サリュート7号は漂流を始め、全システムが停止された。1985年6月にソユーズT-13が修理に向かい、手動操縦でドッキングを行った。電力不足に陥っていたため、船内の壁は氷で覆われており、作業は困難を極めた。故障原因は、センサの異常であったことが分かり、バッテリが交換され、数日かけて船内が温められた。